# Château de Sucy-en-Brie
Le château de Sucy est un château situé à Sucy-en-Brie (actuel département du Val-de-Marne). Il est aussi connu sous les noms de château Lambert (du nom de son premier propriétaire) et château de Berc (du nom de son dernier propriétaire).
Le château est d'architecture classique, il est formé d'un corps de bâtiment flanqué de deux pavillons à ses extrémités. Construit en pierre de taille, il a un étage surmonté d'un toit mansardé, couvert d'ardoises, offrant un second étage. Il a été construit pour être le château de plaisance de propriétaires résidant à Paris.
Situé à la sortie du bourg ancien de Sucy-en-Brie, il est à la limite entre le plateau et le début de la vallée du Morbras qu'il domine, offrant ainsi une vue dégagée sur la vallée, la ville d'Ormesson et au-delà la ville de Paris à l'ouest.
Il fait l'objet d'un classement au titre des monuments historiques depuis le 18 juillet 1975.

## Description
Le château fait l'objet d'un dossier à l'inventaire général du patrimoine culturel, établi en 1984.

### Situation et extérieurs

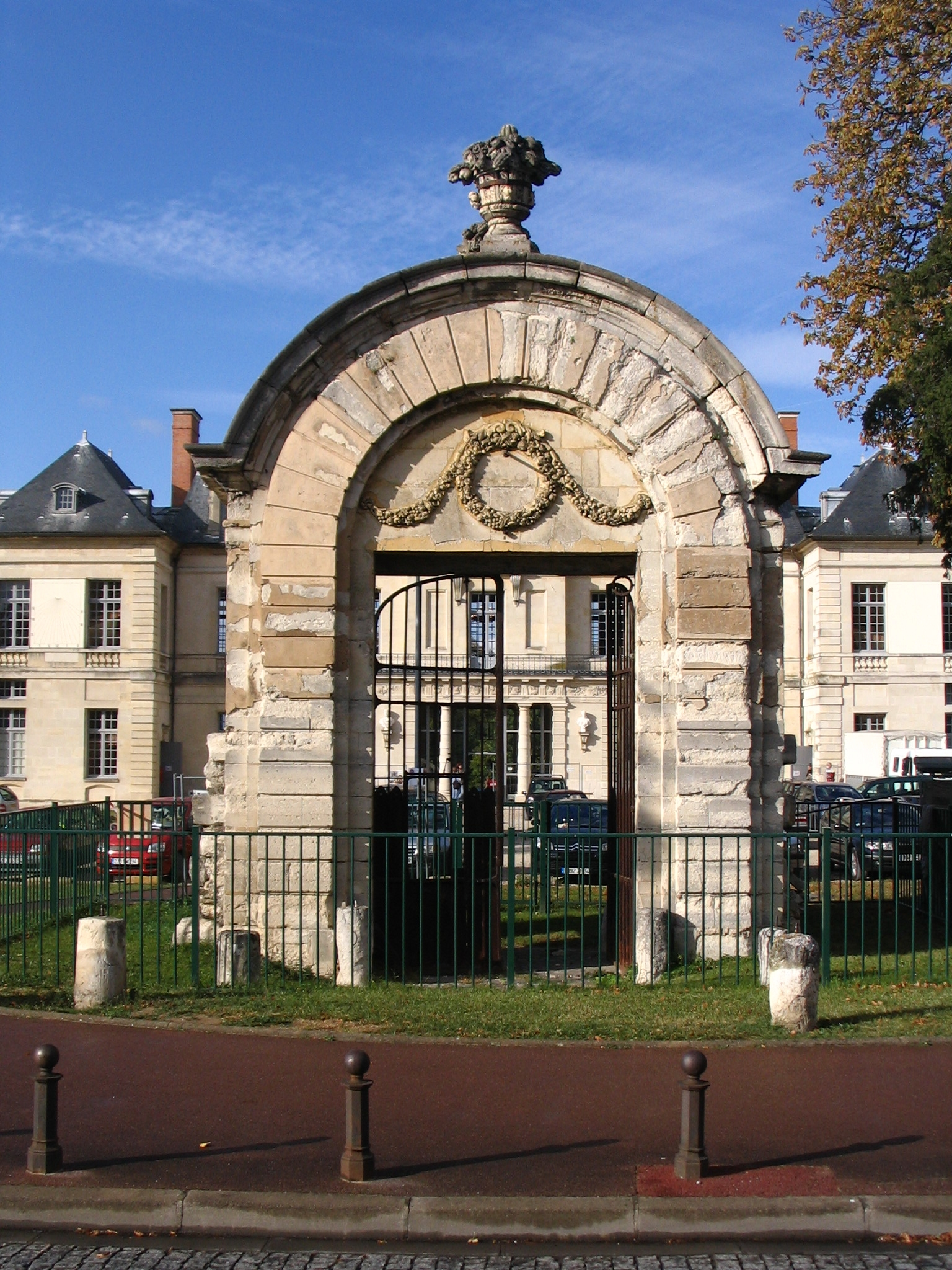
Porte monumentale

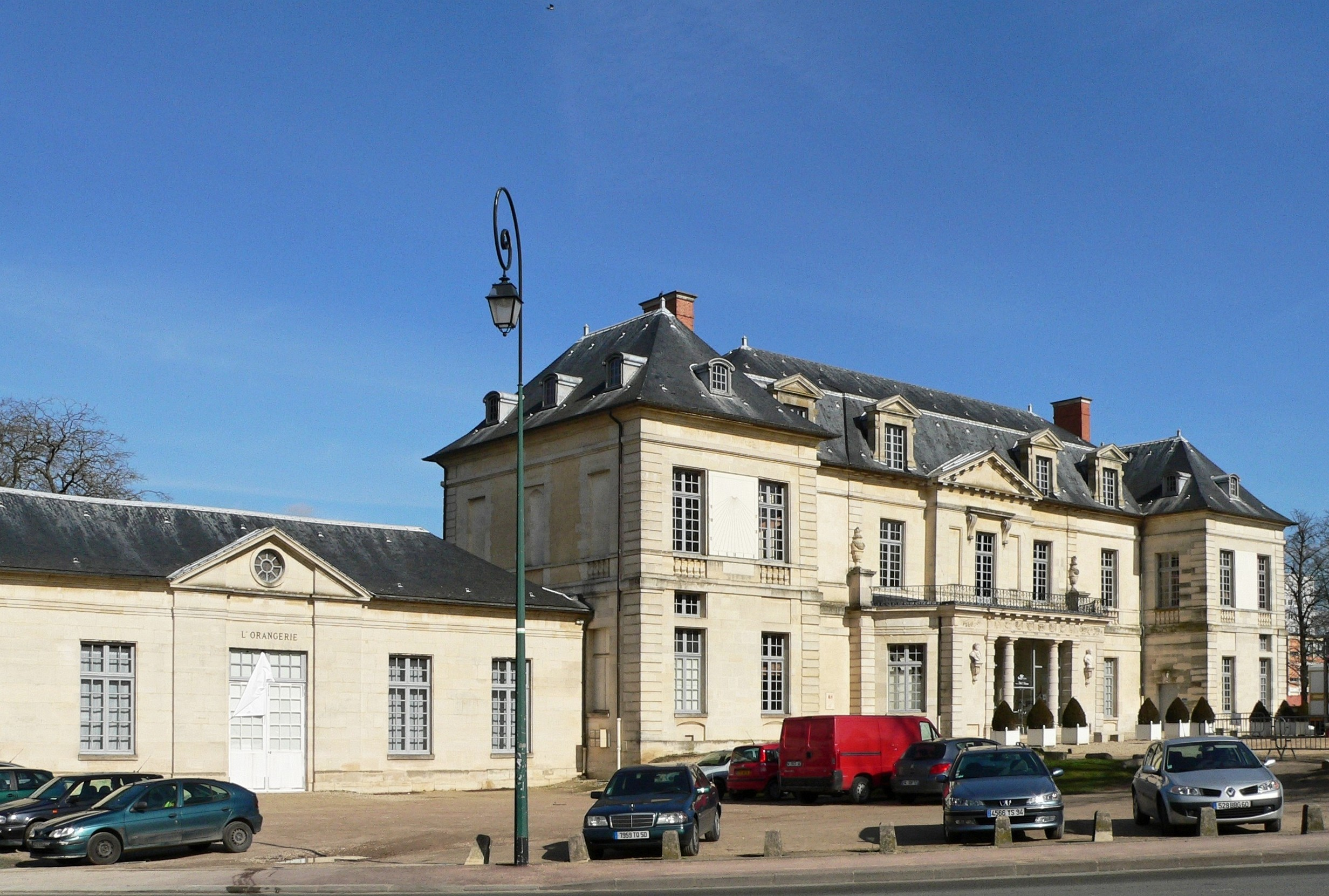
Orangerie et façade antérieure

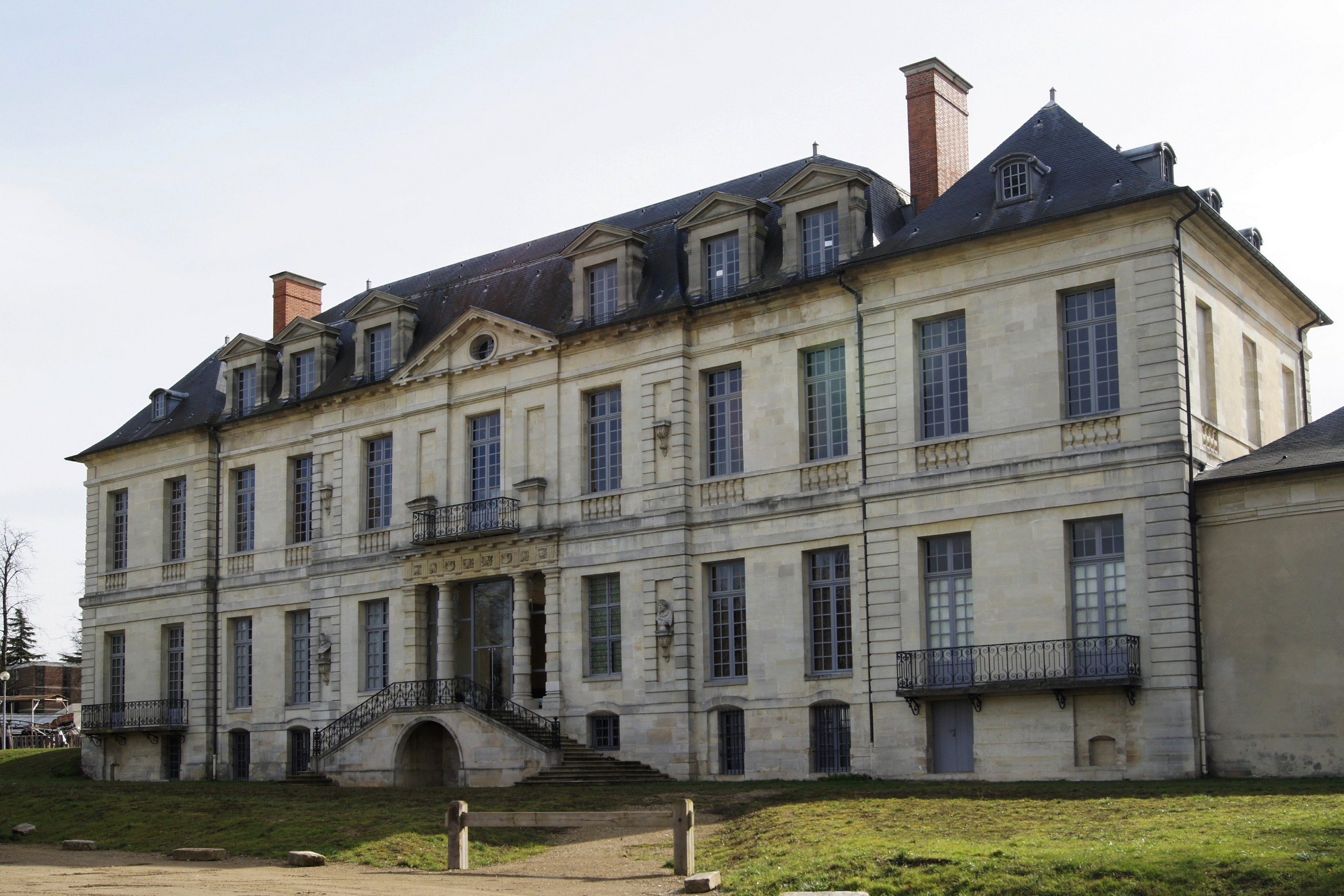
Façade postérieure

Le château est formé d'un corps de bâtiment flanqué de deux pavillons, le tout en pierre de taille calcaire, comprenant un étage et un toit mansardé en ardoise.
Appuyé au pavillon de gauche (ouest) et en léger contrebas, un bâtiment nommé l'orangerie est lui aussi en pierre de taille mais ne comprend pas d'étage.
L'accès principal au château se fait par une cour dont l'entrée est assurée par une porte monumentale. L'enceinte de cette cour a disparu.
Au centre de la façade sud, sur cour, l'entrée du vestibule est saillante, encadrée par deux colonnes et surplombée par une frise, de chaque côté le mur est orné d'une console portant un buste en pierre sculptée. Cette entrée est surplombée par un balcon doté d'une balustrade en fer forgé. De chaque côté de ce balcon le mur est décoré d'une console portant un vase décoratif sculpté. La porte donnant sur ce balcon est surmontée d'un fronton triangulaire.
Au premier étage de chacun des pavillons, entre les fenêtres, est installé un cadran solaire.
La façade nord fait face au parc. Dans celui-ci sont installées les tours de la Cité verte. Du fait de la déclivité, le terrain descend vers la vallée du Morbras, la sortie côté parc du vestibule donne sur un escalier. L'accès au vestibule est encadré de deux colonnes et surplombé d'une frise, comme sur la façade antérieure.
De chaque côté, tant au rez-de-chaussée qu'au premier étage, les murs sont ornés de consoles portant des bustes (les consoles du premier sont vides).

### Intérieur
Le centre du rez-de-chaussée est constitué d'un grand vestibule reliant les portes nord et sud et sur lequel donne un bel escalier en pierre desservant le 1er étage. Deux autres escaliers, en bois, situés dans les pavillons desservent de plus le second étage.
L'aile ouest comprenait à l'origine, avec vue sur le parc (au nord), une grande chambre dans le pavillon, la salle-à-manger et une petite chapelle donnant sur le vestibule. L'aile est comprenait elle aussi une chambre dans le pavillon ainsi que la grande salle de réception. Les plans du XIXe siècle établissent que la chambre de l'aile ouest a été transformée en bibliothèque et que celle à l'est est devenue un salon donnant sur un jardin d'hiver disparu aujourd'hui. Le bâtiment attenant, l'orangerie, est au XIXe siècle subdivisé en trois parties, une grande et une petite orangerie et dans la partie jouxtant le château, deux chambres. Cette disposition des lieux est encore celle décrite en 1912 lors de l'adjudication du château.
Le premier étage comprenait au centre une grande salle de billard servant aussi de galerie de peinture qui deviendra un grand salon. Chaque aile abritait des chambres, au total en 1912, trois grandes chambres et trois chambres plus petites.
Le second et dernier étage, sous des combles spacieuses, abritait en 1912 quatre grandes chambres et quatre chambres de domestiques.
Le bâtiment comprend un sous-sol, pour partie formé d'éléments de bâtiment précédent. Ce sous-sol comprenait une grande cuisine et des dépendances.

## Historique

### Avant la construction du château actuel
Le château et son parc font partie d'un fief appartenant à l'abbaye de Saint-Maur-des-Fossés. Propriétaire de la maison et des terres, François Le Cirier par un accord de 1577, acquiert les droits sur le terroir. La maison et ses dépendances érigés en fief deviennent sa maison seigneuriale. Ce même François Le Cirier acquiert en 1581 le fief de Pacy, attenant, ce qui agrandit le domaine. 
Marie Le Cirier vend la seigneurie à Jean-Baptiste Lambert le 28 octobre 1640.

### Le château et ses propriétaires

#### La famille Lambert (1640-1719)
Jean-Baptiste Lambert (1608-1644) achète en 1636 un office de conseiller secrétaire du roi, il travaille pour le surintendant des finances et acquiert une fortune considérable. Lors de l'urbanisation de l'Île-aux-Vaches, aujourd'hui île Saint-Louis à Paris, il fait construire sur celle-ci l'hôtel Lambert par l'architecte Louis Le Vau. Cet hôtel sera la résidence principale de la famille, la propriété à Sucy-en-Brie servant de maison de plaisance.
Jean-Baptiste puis son frère Nicolas vont d'abord utiliser la maison seigneuriale et en aménager les abords : parterres, bassins, jets d'eau, potager, verger, melonnière, orangerie, jardin de fleurs. Pour cela ils augmentent la taille du domaine par de nombreuses acquisition de terre et par quelques usurpations.
Nicolas Lambert (1617-1692) est en effet le légataire universel de son frère. Il est grand maître des eaux et forêts au département de Normandie et devient en 1647 conseiller du roi en ses conseils d'état et privé, maître ordinaire à la chambre de comptes. Il sera président des Comptes de 1671 à 1685.
En 1660, Nicolas Lambert décide de l'édification d'un nouveau château, l'ancienne demeure est rasée, il en reste les caves. La construction du nouveau château est confiée à François Le Vau.
Le bâtiment principal est terminé an 1662. En 1675 un portail monumental ouvre sur la cour d'honneur. En 1687 l'orangerie est ajoutée qui s'appuie sur le pavillon ouest.
À la mort de Nicolas, son fils Claude-Jean-Baptiste Lambert (1653-1703) lui succède. Il sera président en la Chambre des comptes. En 1703, c'est son fils Alexandre-Jean-Baptiste Lambert (1688-1728) qui hérite du château, il le cède en 1718 à son oncle Nicolas Lambert de Vermont, président des requêtes au Parlement puis prévôt des marchands de la Cité. Celui-ci qui vit à l'hôtel Lambert, vend le château de Sucy-en-Brie et son domaine à Jean-François-Christophe La Live le 17 juin 1719.

#### La famille de La Live (1719-1780)

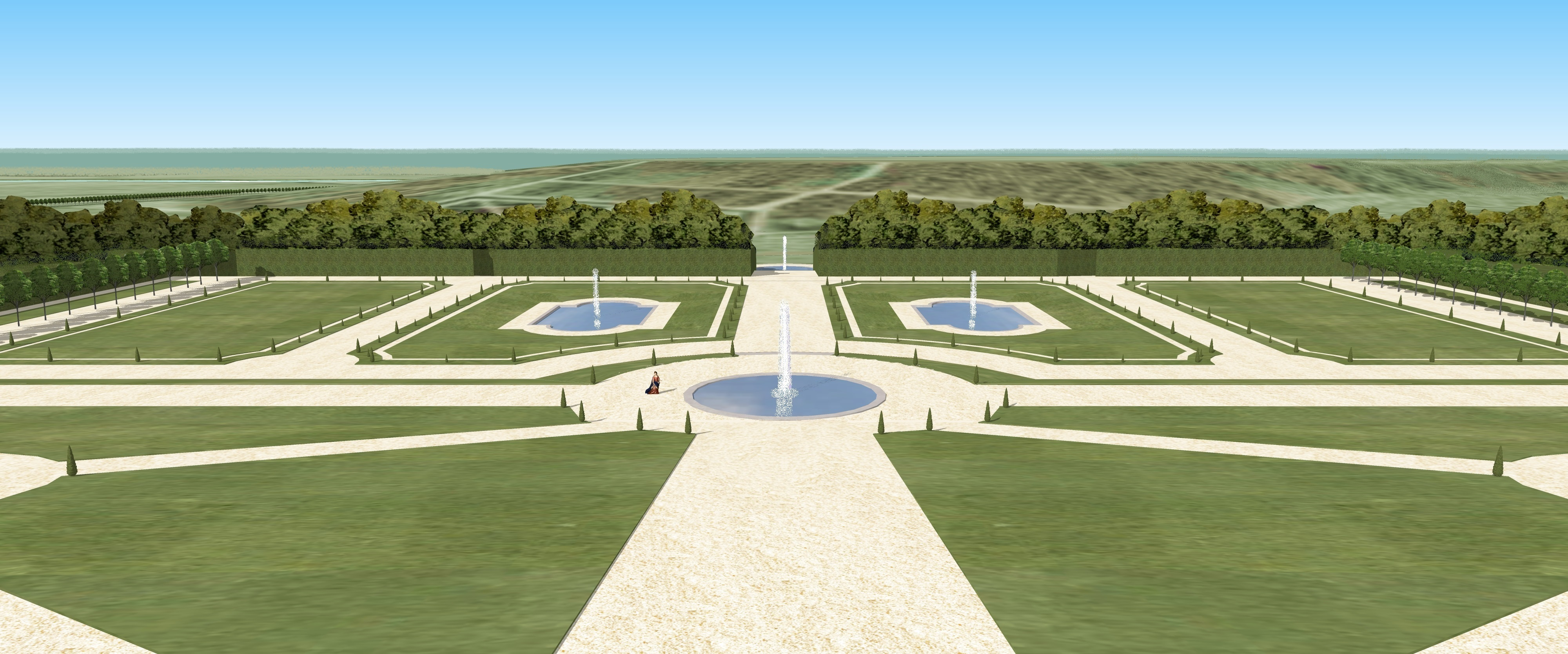
Restitution du jardin du château de Sucy-en-Brie, XVIIIe siècle

Jean François Christophe La Live est le fils de Christophe La Live, la famille est anoblie du fait de l'achat d'un office de secrétaire du roi en 1704. La famille La Live (dite aussi Lalive) est surtout connue pour la branche issue du frère de Jean François Christophe : Louis-Denis La Live de Bellegarde.
Les trois fils de Jean François lui succédent comme propriétaires du château. Le dernier, Gaston François La Live de Prunoy, vend le château à César Ginoux, le 17 novembre 1780 pour 250 000 livres.

#### La famille Ginoux (1780-1892)
César Ginoux (1746-1838) est écuyer, conseiller, secrétaire du Roi lorsqu'il achète le château. Il parvient pendant la révolution à garder le château moyennant l'artifice d'une vente fictive. Il effectue de nombreux ajouts dans le parc, l'aménageant « à l'anglaise » et y faisant construire des fabriques : le temple de la Paix, le pavillon hexagonal et celui du couchant ; ces constructions sont disparus. Il se rend acquéreur en 1794 de l'importante ferme de Grenelle (environ 123 hectares).
César Ginoux est nommé maire de Sucy-en-Brie le 19 octobre 1806 par décision du préfet. Il conserve ce mandat jusqu'en 1838.
Étant sans héritier direct, c'est sa nièce, Marie Ginoux (1783-1863), qui hérite du château. Elle épouse un cousin, Gabriel-Raymond Ginoux (1769-1850). Celui-ci sera maire de Sucy-en-Brie de 1838 à 1844 puis de 1846 à 1850. Étant eux aussi sans héritier direct à la mort de Marie, c'est son frère Philibert Ginoux (1787-1871) qui devient le châtelain suivant. Il a épousé Jeanne, fille de Jacques Defermon, homme politique et comte d'Empire.
En 1870, durant la guerre, le château est ravagé du fait de l'occupation de la ville de Sucy-en-Brie par les Prussiens. Une lettre envoyée au comte Defermon décrit la situation le 6 février 1871 : « L'extérieur des bâtiments et le parc n'ont pas souffert mais à l'intérieur du château tout (sauf la bibliothèque) est entièrement, complètement pillé et dévasté, il ne reste rien. ».
À la mort de Philibert Ginoux, deux de ses fils, César-Auguste (1828-1889) et Charles, héritent conjointement du château. Charles Ginoux (1832-1907) en devient le propriétaire unique le 20 octobre 1877. Il est élu maire de Sucy-en-Brie en 1881 et conservera ce mandat jusqu'en 1892.
Charles Ginoux contribue à la sculpture des éléments décoratifs de la façade nord du château.
Faisant face à des difficultés financières, Charles Ginoux vend le château, son mobilier et son parc le 30 juillet 1892 à Lady Louisa Caroline Brudenell-Bruce Meux pour la somme de 575 000 francs

#### La famille Meux (1892-1912)
Lady Louisa vit seulement deux ans à Sucy (1892-1894), sa tombe ornée d'une grande croix celtique est toujours visible dans le cimetière communal. Son fils, Henry Bruce Meux est le châtelain de Sucy de 1894 à 1900. Il vit en Angleterre et il n'y a aucune trace qu'il soit passé à Sucy. Son épouse, Valerie, Lady Meux, célèbre pour sa vie mondaine, châtelaine de 1900 jusqu'à sa mort en 1910, fait plusieurs séjours dans le château. Son second mari, Hedworth Lambton, vend le château le 16 octobre 1912 à la famille Bès de Berc.

### Période contemporaine
En 1956, le château et son parc sont cédés à la Caisse des dépôts et consignations. Celle-ci procède à la construction d'une cité dans le parc : c'est la Cité verte, constituée de 21 tours. Le château, inutilisé, est laissé à l'abandon. En 1959, il est même décidé de le raser pour construire une maison de retraite intercommunale. Le projet n'aboutira pas, grâce à l'opposition des Services des Monuments historiques.
La mairie de Sucy-en-Brie fait finalement l'acquisition du château, en ruines, le 22 septembre 1969 et décide du principe de sa réhabilitation. Elle obtient le classement du château en 1975, les travaux commencent.
L'orangerie sera inaugurée en 1989. Elle est utilisée actuellement comme salle de spectacle et d'expositions.
La métairie, seule vestige des communs du château, est restaurée pour devenir en 1990 le Musée de Sucy, géré par la Société historique et archéologique de Sucy (SHAS).
Après de très longs travaux, le corps du château sera inauguré en 2007. Il abrite la Maison des Arts et des Musiques.